# ViaSat-2
ViaSat-2 es un satélite de comunicaciones comercial lanzado el 1 de junio de 2017 por un cohete Ariane 5. Una vez que esté en servicio a principios de 2018, este es el satélite de comunicaciones de mayor capacidad del mundo con un rendimiento de 300 Gbit / s. Es el segundo satélite de banda Ka lanzado por ViaSat después de ViaSat-1. El satélite proporcionará internet vía satélite a través de Exede Internet a América del Norte, partes de América del Sur, incluido México y el Caribe, y rutas aéreas y marítimas a través del Océano Atlántico hasta Europa.